# Airbus A400M
Airbus A400M Atlas – czterosilnikowy ciężki samolot transportowy o napędzie turbośmigłowym, produkowany przez koncern Airbus Military jako wspólny, ogólnoeuropejski wszechstronny transportowiec wojskowy.
Jest to (po Tu-95 i pokrewnym Tu-114 oraz An-22 – pokrewne zespoły napędowe NK-12) jeden z najszybszych samolotów turbośmigłowych na świecie (prędkość przelotowa 780 km/h), jako transportowiec porównywalny z wyraźnie większym, odrzutowym C-17, czy współczesnymi samolotami o napędzie turboodrzutowym.

## Historia
Program jego budowy, w który zaangażowały się firmy Aérospatiale, British Aerospace, Lockheed (aktualnie Lockheed Martin) i MBB, rozpoczął się już w 1982, ale był wielokrotnie opóźniany przez brak zgody co do wymaganych parametrów technicznych maszyny. Jako pierwszy opuścił konsorcjum Lockheed i skoncentrował się na modernizacji samolotu C-130 Hercules, którego A400M miał być następcą. W jego miejsce do programu wstąpiły Alenia i CASA, a konsorcjum przyjęło nazwę Euroflag. Wówczas planowano otrzymanie zamówień na 212 maszyn.
Po wycofaniu się Włoch, prognozy zrewidowano do 180 samolotów, z których pierwszy miał wznieść się w powietrze w 2008 roku, a dostawy rozpocząć się miały kilkanaście miesięcy później. 28 kwietnia 2005 roku do programu dołączyła RPA.
Z powodu znacznych opóźnień programu samolotu, oraz związanych z tym kar umownych w postaci obniżenia cen jednostkowych poszczególnych maszyn, programowi A400 groziło zamrożenie. Airbus domagał się bowiem od krajów, które złożyły zamówienia na samolot, rezygnacji z egzekwowania kary umownej, pod groźbą zamrożenia całego programu.

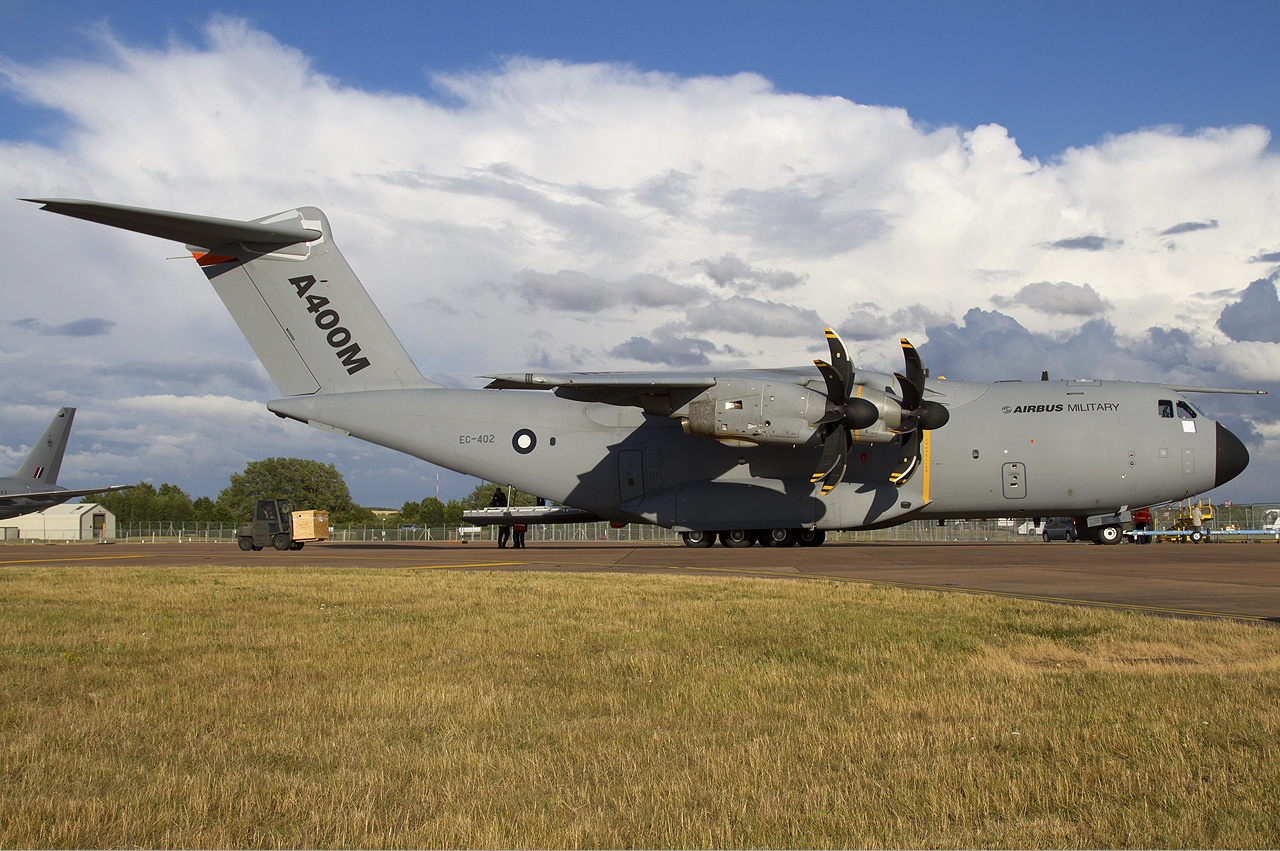
Airbus A400M

W lipcu 2009 roku, w obliczu problemów technicznych z silnikami dla A400M oraz znacznego przekroczenia umówionych kosztów programu, co groziło jego anulowaniem oraz koniecznością zwrotu przez EADS równowartości 8 miliardów dolarów, Ministrowie Obrony Niemiec, Francji, Wielkiej Brytanii, Hiszpanii, Turcji, Belgii oraz Luksemburga, zgodzili się na renegocjację warunków kontraktu. Nowe warunki kontraktu obejmują konieczność zapłaty przez EADS kar umownych za opóźnienie oraz pokrycia przez koncern kosztów wypożyczenia przez państwa członkowskie programu konkurencyjnych samolotów Boeinga i Lockheeda Martina, o łącznej wartości około 2,5 miliarda dolarów. Zgodzono się również na obniżenie parametrów samolotu, w zakresie zasięgu z 9300 km do 7000 km oraz maksymalnego udźwigu z 37 do 35 ton. W planach EADS było rozpoczęcie dostaw samolotów o takich parametrach użytkowych w 2013 roku.
Samolot ma zastąpić amerykańskie samoloty turbośmigłowe C-130 Hercules oraz francusko-niemieckie Transall C-160, będące w użyciu przez zaangażowane państwa, jednakże jego możliwości przewozowe wypełniają lukę między tymi samolotami, a większym Boeing C-17 Globemaster III. Produkcję C-17 zakończono w 2015 roku.
Pierwszy lot prototypu A400M odbył się w Sewilli 11 grudnia 2009 roku. Ogółem zbudowano pięć prototypów (o numerach 001 do 004 i 006). Samoloty są produkowane w zakładzie w Sewilli w Hiszpanii z użyciem elementów produkowanych w innych zakładach koncernu. Centropłat produkowany jest w Nantes we Francji, zewnętrzne części skrzydeł w Filton w Wielkiej Brytanii, kadłub w Bremie i Saint-Nazaire, usterzenie w Tablada (część Sewilli) i Stade w Niemczech. Przewiduje się montaż 30 samolotów rocznie.
Publiczną prezentację A400M zaplanowano na 8 czerwca 2010 roku podczas berlińskich pokazów lotniczych ILA. Na RIAT 2012 zaprezentowano nową oficjalną nazwę Atlas, A400M był wcześniej znany nieoficjalnie jako Grizzly. Nowa nazwa była dotychczas używana przez RAF, który swoje samoloty oznaczył Atlas C1. 6 marca 2013 roku oblatano pierwszy egzemplarz seryjny – MSN7 dla Francji 13 marca 2013 A400M otrzymał cywilny certyfikat  od EASA. 21 czerwca 2013 na pokładzie A400M MSN8 dla Armée de l'Air przybył na Międzynarodowy Salon Lotniczy w Paryżu prezydent Francji François Hollande. 1 sierpnia 2013 Airbus Military dostarczył do lotnictwa Francji pierwszy zamówiony przez Direction générale de l’armement (DGA) A400M, samolot będzie stacjonował w bazie Orléans – Bricy, 65 km od Paryża. 28 sierpnia 2013 oblatano pierwszy egzemplarz dla Turcji o numerze MSN9. Turcja odebrała pierwszy samolot 4 kwietnia 2014 roku. 30 sierpnia oblatano pierwszego Atlasa dla RAF (MSN15). Samolot dostarczono do bazy RAF Brize Norton 27 listopada 2014. 14 października 2014 oblatano Atlasa MSN18 dla Niemiec. Samolot przekazano Luftwaffe 18 grudnia 2014. Pierwszy samolot dla Malezji MSN22 oblatano 30 stycznia 2015. Samolot przekazano formalnie w Sewilli 10 marca 2015, a 17 marca zaprezentowano go na pokazach lotniczych LIMA 2015 na Langkawi. 5 września 2016 oblatano samolot MSN44 dla Hiszpanii. Przekazano go 17 listopada 2016 w Sewilli. Samolot będzie stacjonował w Ala 31 w Saragossie.
29 grudnia 2013 francuski A400M MSN8 nr rej. F-RBAB wykonał swoją pierwszą misję, transportując 22 tony ładunku do Mali.

## Katastrofa
9 maja 2015 roku, minutę po starcie do lotu doświadczalnego, piloci zgłosili problem z maszyną i wkrótce zaczęli zawracać na lotnisko w Sewilli. Po kilku minutach wiedzieli już, że nie dolecą do pasa startowego. 15 minut po starcie, lądując awaryjnie w polu, na milę przed lotniskiem, samolot zawadził o linię energetyczną i rozbił się z prędkością 167 węzłów (około 309 km/h). Czterech z sześciu członków załogi zginęło, a dwóch w stanie ciężkim przewieziono do szpitala. Samolot MSN23 był przeznaczony dla Turcji.
W wyniku katastrofy użytkownicy A400M zawiesili loty maszyn tego typu do odwołania (Malezja, Niemcy, Turcja, Wielka Brytania) lub ograniczyli je do sytuacji kryzysowych (Francja). Brytyjskie Atlasy wznowiły loty w czerwcu 2015.
Komisja do spraw Badania Technicznego Wypadków Samolotów Wojskowych (CITAAM) ustaliła, że po starcie trzy silniki pozostały w pozycji biegu jałowego pomimo prób załogi przywrócenia mocy silników, i tylko czwarty silnik reagował na sterowanie dźwignią przepustnicy.

Zasięg z Paryża.

## Użytkownicy
Dostawy pierwszych samolotów dla poszczególnych klientów zrealizowano: dla Francji (numer 007) w sierpniu 2013, dla Turcji (nr 009) w kwietniu 2014, dla Wielkiej Brytanii (nr 015) w listopadzie 2014 roku, dla Niemiec (nr 018) – grudniu 2014 r., dla Malezji (nr 022) – w marcu 2015 r. Przyszłe dostawy zostaną zrealizowane dla Hiszpanii (numer 044) – w 2016 r., dla Belgii i Luksemburga – w 2019 roku. Biorąc pod uwagę koszt programu, koszt jednego samolotu obecnie (2013) szacuje się na około 160 milionów euro.
| Data zamówienia | Użytkownik           | Zamówiono (szt.): | Dostarczono | Data przekazania  |
| --------------- | -------------------- | ----------------- | ----------- | ----------------- |
| 27 maja 2003    | Luftwaffe            | 53                | 32          | 12 grudnia 2016   |
| 27 maja 2003    | Armée de l’air       | 50                | 17          | 1 sierpnia 2013   |
| 27 maja 2003    | Ejército del Aire    | 27                | 8           | 17 listopada 2016 |
| 27 maja 2003    | Royal Air Force      | 22                | 22          | 27 listopada 2014 |
| 27 maja 2003    | Türk Hava Kuvvetleri | 10                | 9           | 4 kwietnia 2014   |
| 27 maja 2003    | Luchtcomponent       | 7                 | 7           | 2020–24           |
| 27 maja 2003    | Luksemburg           | 1                 | 1           | 2019 (plan)       |
| 8 grudnia 2005  | Malezja              | 4                 | 4           | 10 marca 2015     |
| Łącznie:        |                      | 174               | 92          |                   |

Początkowo Wielka Brytania zamówiła 25 samolotów, a Niemcy 60, następnie ilości te uległy redukcji do 22 i 53 (z czego Niemcy wcielą 40 sztuk). 15 grudnia 2004 Południowa Afryka zamówiła osiem sztuk, w listopadzie 2009 zrezygnowano z zakupu. 15 lipca 2005 Chile podpisało list intencyjny ws. 3 sztuk, ale zamówienie nie wpłynęło.
18 listopada 2021 roku Indonezja podpisała umowę na zakup dwóch maszyn w wersji wielozadaniowego tankowca-transportowca. Obok samolotów, umowa obejmuje również wsparcie techniczne oraz wyszkolenie personelu latającego i technicznego. Dodatkowym elementem umowy jest list intencyjny, w sprawie potencjalnego nabycia w przyszłości kolejnych czterech A400M.